# Сертан штата Алагоас (мезорегион)

Сертан штата Алагоас на карте.

Сертан штата Алагоас (порт. Mesorregião do Sertão Alagoano) — административно-статистический мезорегион в Бразилии. Входит в штат Алагоас. Население составляет 432 667 человек (на 2010 год). Площадь — 8840,318 км². Плотность населения — 48,94 чел./км².

## Демография
Согласно сведениям, собранным в ходе переписи 2010 г. Национальным институтом географии и статистики (IBGE), население мезорегиона составляет:
| Полное население                            | Полное население                            | Полное население                            | Полное население                            | 432 667 |
| ------------------------------------------- | ------------------------------------------- | ------------------------------------------- | ------------------------------------------- | ------- |
| в том числе:                                | Городское население                         | 206 602                                     | Процент городского населения, %             | 47,75   |
|                                             | Сельское население                          | 226 065                                     | Процент сельского населения, %              | 52,25   |
|                                             | Мужское население                           | 212 965                                     | Процент мужского населения, %               | 49,22   |
|                                             | Женское население                           | 219 702                                     | Процент женского населения, %               | 50,78   |
| Плотность населения, чел/км²                | Плотность населения, чел/км²                | Плотность населения, чел/км²                | Плотность населения, чел/км²                | 48,94   |
| Население мезорегиона в % к населению штата | Население мезорегиона в % к населению штата | Население мезорегиона в % к населению штата | Население мезорегиона в % к населению штата | 13,87   |

## Статистика
- Валовой внутренний продукт на 2003 год составил 750 654 000,00 реалов (данные: Бразильский институт географии и статистики).
- Валовой внутренний продукт на душу населения на 2003 год составил 1690,12 реалов (данные: Бразильский институт географии и статистики).

## Состав мезорегиона
В мезорегион входят следующие микрорегионы:
1. Серрана-ду-Сертан-Алагоану
2. Алагоана-ду-Сертан-ду-Сан-Франсиску
3. Баталья
4. Сантана-ду-Ипанема